# Anjeong-myeon
Anjeong-myeon (koreanska: 안정면) är en socken i den centrala delen av Sydkorea, 160 km sydost om huvudstaden Seoul. Den ligger i stadskommunen Yeongju i provinsen Norra Gyeongsang. 